# Charles Francis Jenkins
No debe confundirse con Charles Francis Jenkins (1865-1951), un editor de Estados Unidos.
Charles Francis Jenkins (22 de agosto de 1867-6 de junio de 1934) fue un pionero estadounidense en los inicios de la historia del cine y uno de los inventores de la televisión, a pesar de que él empleaba más la tecnología mecánica que la tecnología electrónica. Entre sus empresas, se incluyen Charles Jenkins Laboratories y Jenkins Television Corporation (una sociedad anónima que se fundó en 1928, el año en que a los Laboratories se les concedió la primera licencia comercial televisiva en Estados Unidos).
Jenkins nació en Dayton, Ohio, se crio cerca de Richmond, Indiana, donde fue al colegio, y se fue a Washington D. C. en 1890, donde trabajó como escenógrafo. Empezó a hacer experimentos con películas en 1891, y terminó dejando su trabajo para involucrarse de lleno en el desarrollo de su propio proyector cinematográfico, el Phantascope. 
En el Bliss School of Electricity, en Washington D. C., conoció a su colega Thomas Armat, y juntos mejoraron el diseño. Hicieron una emisión pública en el Cotton States and International Exposition en Atlanta en 1895 y posteriormente empezaron a discutir sobre los derechos de aquella emisión. Armat terminó ganando el caso en el que Jenkins había intentado reclamar todos los derechos, y Jenkins le traicionó. Armat se unió más adelante a Thomas Edison, a quien le vendió los derechos para comercializar el proyector bajo el nombre de Vitascope.
Jenkins pasó a trabajar en televisión. Publicó un artículo en Motion Pictures by Wireless en 1913, pero no fue hasta 1923 cuando él emitió imágenes de siluetas en movimiento para unos pocos presentes y fue el 13 de junio de 1925 cuando retransmitió públicamente una emisión sincronizada de imágenes y sonidos. Se le concedió los derechos de autor estadounidenses n.º 1,544,156 (Transmitting Pictures over Wireless) el día 30 de junio de 1925 (archivado el 13 de marzo de 1922).
Su tecnología mecánica (que también hizo pionera John Logie Baird) fue sustituida posteriormente por la tecnología electrónica creada por Vladimir Zworykin y Philo Farnsworth. 
En 1928, la Jenkins Television Corporation abrió el primer canal de emisión en Estados Unidos, que se llamó W3XK y se emitió en directo el 2 de julio. Fue retrasmitida desde los laboratorios Jenkins en Washington y a partir de 1929 desde Wheaton, Maryland, durante cinco noches a la semana. Al principio, el canal sólo podía emitir imágenes de siluetas debido a su ancho de banda analógica, pero pronto fueron rectificadas y se retransmitieron imágenes reales en blanco y negro.
En marzo de 1932, la Jenkins Television Corporation fue liquidada y sus bienes fueron adquiridos por Lee DeForest Radio Corporation. En unos meses, la compañía the DeForest cayó en bancarrota y los bienes los adquirió RCA, que detuvo todo el trabajo realizado a través de la tecnología electromecánica que se había empleado hasta entonces.
Charles Francis Jenkins murió a la edad de 66 en Washington D. C. Está enterrado en el Rock Creek Cemetery.